# Equipo de Copa Davis de Nueva Zelanda
El equipo de Copa Davis de Nueva Zelanda es el representativo de dicho país en máxima competición internacional a nivel nacional de tenis. Se encuentra en la Zona de Asia y Oceanía, grupo 1, al que ascendió en 2013.

## Historia
Nueva Zelanda comenzó a competir en la Davis en 1905 junto con Australia bajo el nombre de Australasia. La Copa Davis 1924 fue la primera competición que el país jugó de manera independiente, donde cayó ante Checoslovaquia en la primera ronda. Su mejor actuación se dio en 1982 cuando alcanzó las semifinales.

## Plantel
| - Jose Rubin Statham - Michael Venus - Artem Sitak - Marcus Daniell - Finn Tearney - Sebastian Lavie - Ryoma Sloane | - Logan Mackenzie - Alexander Klintcharov - Daniel King-Turner - Jordan Kelly-Houston - Daniel Brown (dobles) - Ben Mclachlan (dobles) |